# Tetragnatha luculenta
Espèce
Tetragnatha luculenta est une espèce d'araignées aranéomorphes de la famille des Tetragnathidae.

## Distribution
Cette espèce est endémique de Guinée-Bissau.

## Description
Les mâles mesurent de 8 à 10 mm et les femelles de 10 à 12 mm.

## Publication originale
- Simon, 1907 : Arachnides recueillis par L. Fea sur la côte occidentale d'Afrique. 1re partie. Annali del Museo Civico di Storia Naturale di Genova, sér. 3, vol. 3, p. 218-323 (texte intégral).